# Piotr Michałowski
Piotr Michałowski (n. 2 iulie 1800, Krzysztoforzyce, Cracovia – d. 9 iunie 1855, Krzysztoforzyce, Cracovia) a fost un pictor polonez al perioadei romantice, cunoscut mai ales pentru numeroasele sale portrete, și studii în ulei despre cai. Având o largă educație, el a fost, de asemenea, un activist social, avocat, administratorul orașului și președinte al  Societății Agricole din Cracovia (din 1853). Muzeul Sukiennice, un departament al Muzeului Național din Cracovia, conține o cameră care îi poartă numele fiind dedicată muncii lui Michałowski.

## Cariera
Michałowski s-a născut la o proprietate în Krzysztoforzyce în afara Cracoviei, ca fiul lui Józef Michałowski, senator în Orașul Liber Cracovia.
Talentul său artistic s-a văzut de la vârstă fragedă, la 13, sub ochiul atent al mai multor artiști, inclusiv Michał Stachowicz, Józef Brodowski (1817) și Franciszek Lampi.
El a studiat o gamă largă de materii la Universitatea Jagiellonă, inclusiv filozofia clasică, agricultura și matematica.
În timpul Revoltei din noiembrie față de ocupația rusească, Michałowski a ajutat la o fabrică de muniții poloneză.
Pentru a evita capturarea, a fugit la Paris, Franța împreună cu soția sa Julia Ostrowska și tatăl ei.
În timp ce la Paris, el a continuat studiile sale de pictură și anatomie cu Nicolas Toussaint Charlet (1832-1835), a fost puternic influențat de arta lui Théodore Géricault, Rembrandt și Velázquez. Studiile sale acuarelă despre cai au devenit foarte populare în Franța, fiind vândute de dealeriii locali de artă din 1833 colecționarilor de artă englezi,  germani și americani.
Michałowski s-a întors la Cracovia în anul 1835 și în 1837 s-a stabilit la proprietatea familiei lui în Krzysztoforzyce. În anii 1840 și 1850 a creat numeroase tablouri ecvestre și peisaje dramatice, inclusiv faimosul său romantic "Bătălia de Somosierra" (1844-1855, în mai multe versiuni), "Parade în fața lui Napoleon" și alte locuri ale bătăliilor. Când Pablo Picasso a vizitat Polonia în 1948, el a vizitat operele lui Michałowski expuse la Muzeul Național din Varșovia și a strigat, "Acesta da, pictor!"

## Galerie cu picturi

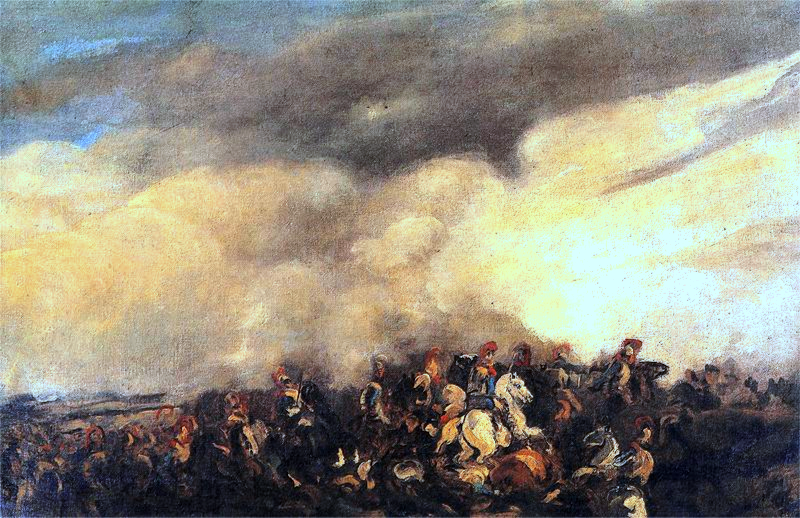
Bătălie al lui Napoleon
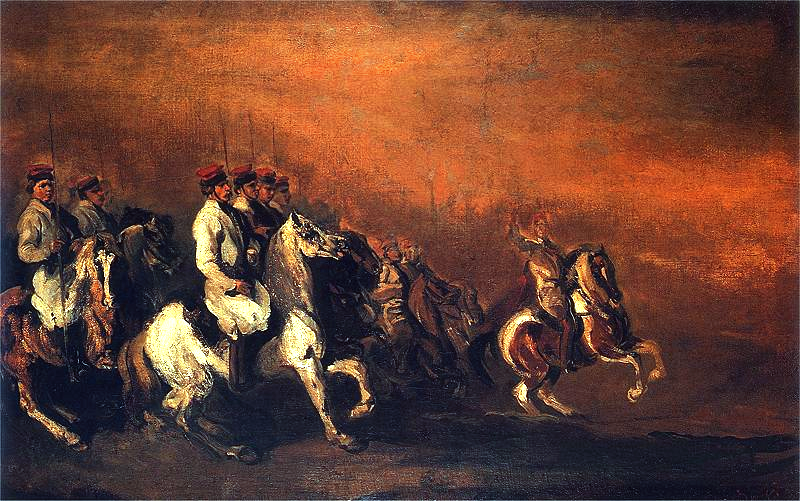
'Contingent din Cracovia
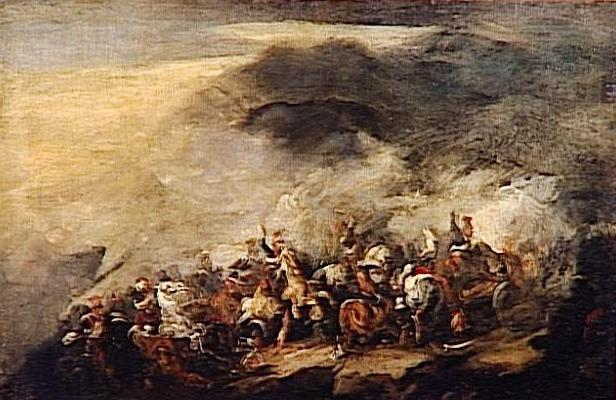
Bătălia de la Somosierra
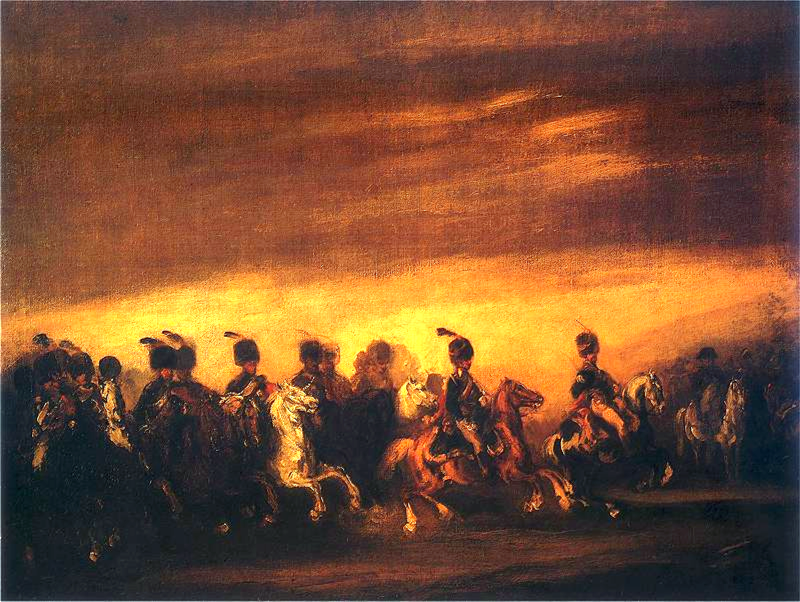
Paradă napoleoniană
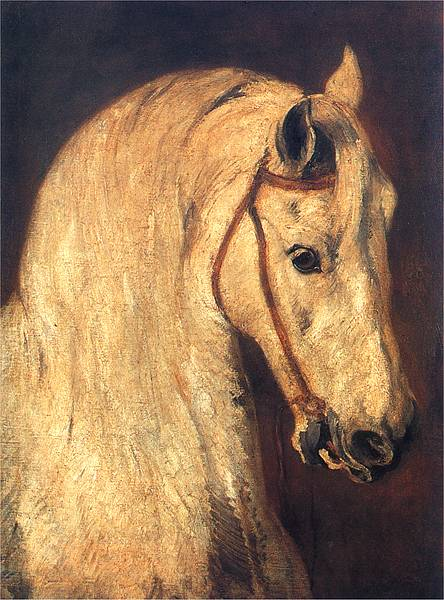
Studiu, 1846